# 薩奇基
47°9′52″N 36°54′12″E / 47.16444°N 36.90333°E
薩奇基（烏克蘭語：Сачки）是位於烏克蘭東南部的村莊，由扎波羅熱州別爾江斯克區的貝雷斯托韋市鎮負責管轄。該村始建於1806年，面積0.69平方公里，海拔高度82米，2001年人口31，人口密度每平方公里45.2人。